# Salers

Salers este o comună în departamentul Cantal, Franța. În 1 ianuarie 2022 avea o populație de 312 de locuitori. Și-a dat numele rasei de taurine Salers și brânzei Salers.